# Shorewood, Minnesota
Shorewood är en ort i Hennepin County i Minnesota. Enligt 2020 års folkräkning hade Shorewood 7 783 invånare.

## Kända personer från Shorewood
- John Curry, ishockeyspelare